# Hymne à sept temps
Albums de Maxime Le Forestier
Saltimbanque
(1975) Maxime Le Forestier no 5
(1978)
Hymne à sept temps est le quatrième album enregistré en studio de Maxime Le Forestier, sorti en 1976.

## Liste des chansons
| No | Titre                           | Durée |
| -- | ------------------------------- | ----- |
| 1. | Hymne à sept temps              |       |
| 2. | Le Fil                          |       |
| 3. | La Chanson du jongleur          |       |
| 4. | Amis                            |       |
| 5. | Blues blanc pour un crayon noir |       |
| 6. | Nous serons vieux               |       |
| 7. | Mourir d'enfance                |       |
| 8. | Mentir                          |       |
| 9. | Le Fantôme de Pierrot           |       |

## Personnel
Maxime le Forestier est accompagné par « Le grand orchestre de Patrice Caratini », formé pour la circonstance le 1er juillet 1976. Avec notamment :
- Patrice Caratini, contrebasse
- Michel Grailler et Maurice Vander au piano
- Alain Le Douarin, Geneviève Paris et Maxime aux guitares
- Jean-Jacques Milteau (orthographié Jean-Jacques Milbeau sur la pochette) à l'harmonica

## Classement et certifications
| Classement (1977) | Meilleure place |
| ----------------- | --------------- |
| France (SNEP)     | 1               |

| Pays          | Certification | Date | Ventes certifiées |
| ------------- | ------------- | ---- | ----------------- |
| France (SNEP) | Or            | 1977 | 100 000           |